# Три Брата (Камчатка)
Три Бра́та — группа из трёх выступающих из воды столбообразных скал (кекуров), расположенных на входе в Авачинскую бухту на Камчатке. Скалы являются официальным памятником природы и своеобразным символом Авачинской бухты и города Петропавловска-Камчатского. 
По легенде, это были три брата, которые защитили бухту от большой волны из океана (Камчатка — цунамиопасный регион). Защитив бухту от волны, они окаменели и теперь стоят, охраняя бухту от опасностей.
Иногда ошибочно считаемые магматическими интрузиями-дайками, на самом деле они не сложены магматическими породами, а являются абразионными (образованными в результате механического разрушения волнами прибоя) останцами, сложенными осадочными базальтовыми туфами завойковского вулканического комплекса (Завойковский палеовулкан был действующим на отрезке времени не раньше 16 и не позже 14 млн лет назад).

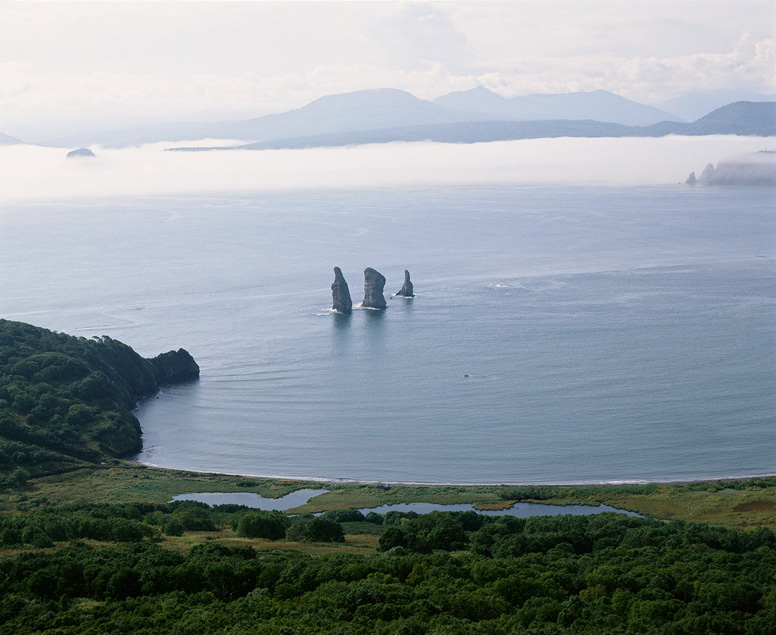
Вид на Трёх братьев с обзорной площадки по пути на мыс Маячный
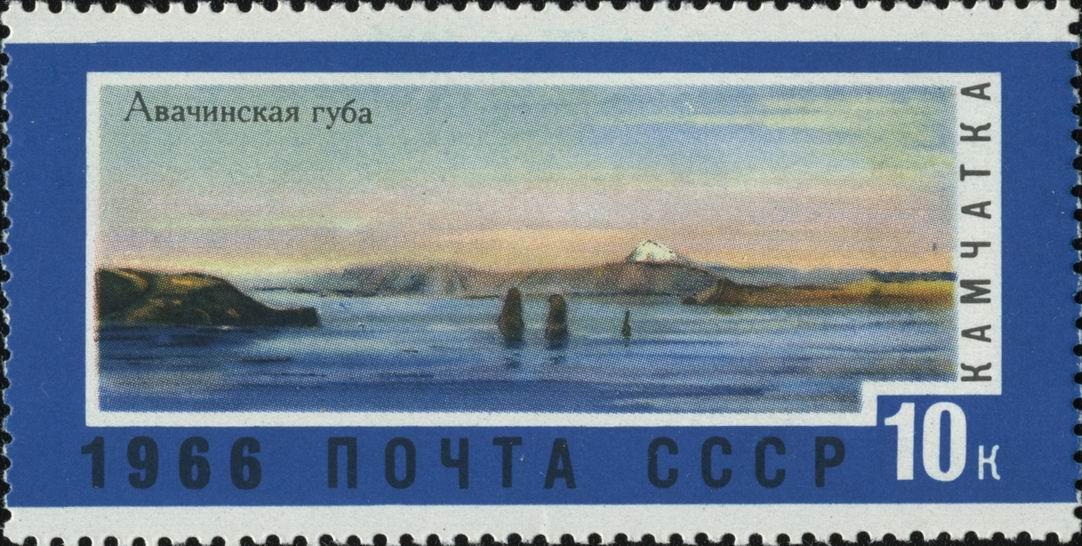
Марка СССР, 1966 год. «Авачинская губа»